# Paamajärvi
Paamajärvi är en sjö i Finland. Den ligger i kommunen Pello i landskapet Lappland, i den norra delen av landet, 700 km norr om huvudstaden Helsingfors. Paamajärvi ligger 68 meter över havet. Arean är 3,41 kvadratkilometer och strandlinjen är 11,4 kilometer lång. Sjön  ingår i Torne älvs huvudavrinningsområde. 